# Новокаменево
Новокаменево — деревня в Куйбышевском районе Новосибирской области. Входит в состав Булатовского сельсовета.

## География
Площадь деревни — 36 гектаров.

## История
Основана в 1799 г. В 1926 году состояла из 102 хозяйств, основное население — русские. В составе Булатовского сельсовета Барабинского района Барабинского округа Сибирского края.

## Население
| 1926 | 2002 | 2007 | 2010 |
| ---- | ---- | ---- | ---- |
| 498  | ↘99  | ↗100 | ↘80  |

## Инфраструктура
В деревне по данным на 2007 год отсутствует социальная инфраструктура.